# Worzeldorfer Sandstein

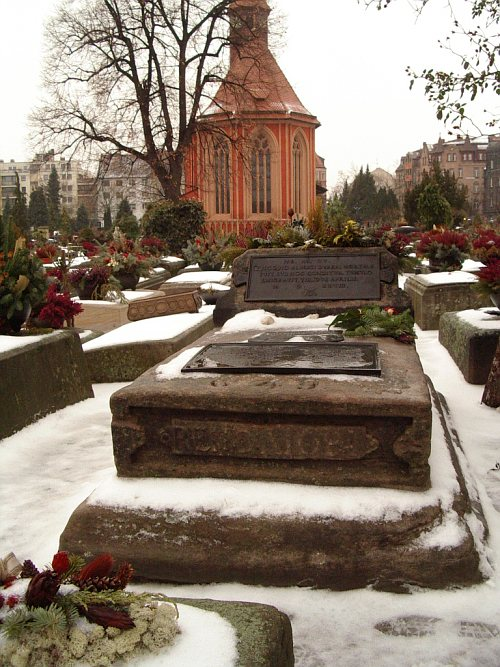
Grabmal von Albrecht Dürer dem Jüngeren aus Worzeldorfer Sandstein

Der Worzeldorfer Sandstein, auch Nürnberger Burgsandstein, Worzeldorfer Quarzit oder Wendelsteiner Quarzit genannt, wird in Worzeldorf südlich von Nürnberg im Lorenzer Reichswald gebrochen. Es handelt sich nicht um einen Quarzit im eigentlichen Sinn, sondern um einen kieselig gebundenen Sandstein („Zementquarzit“). Der Worzeldorfer Sandstein gehört in die Löwenstein-Formation (früher auch Burgsandstein) des Mittleren Keuper. Die Löwenstein-Formation wird heute mit der internationalen Norium-Stufe korreliert.

## Mineralogie und Farbe
Dieser Sandstein ist grobsandig, grau bis rotbräunlich. Zumeist zeigt dieses Gestein eine streifige Struktur, die zwischen hell und rötlich wechselt. Worzeldorfer Sandstein weist große Poren auf und ist quarzgebunden. Partiell kommen Toneinlagerungen vor. Er besteht aus 44 Prozent Quarz, 42 Prozent Alkalifeldspat, 10 Prozent Gesteinsbruchstücke und Akzessorien (Rutil, Turmalin, Zirkon und Erz) unter 2 Prozent. Die Korngröße reicht von 0,5 bis 2 Millimeter.

## Verwendung

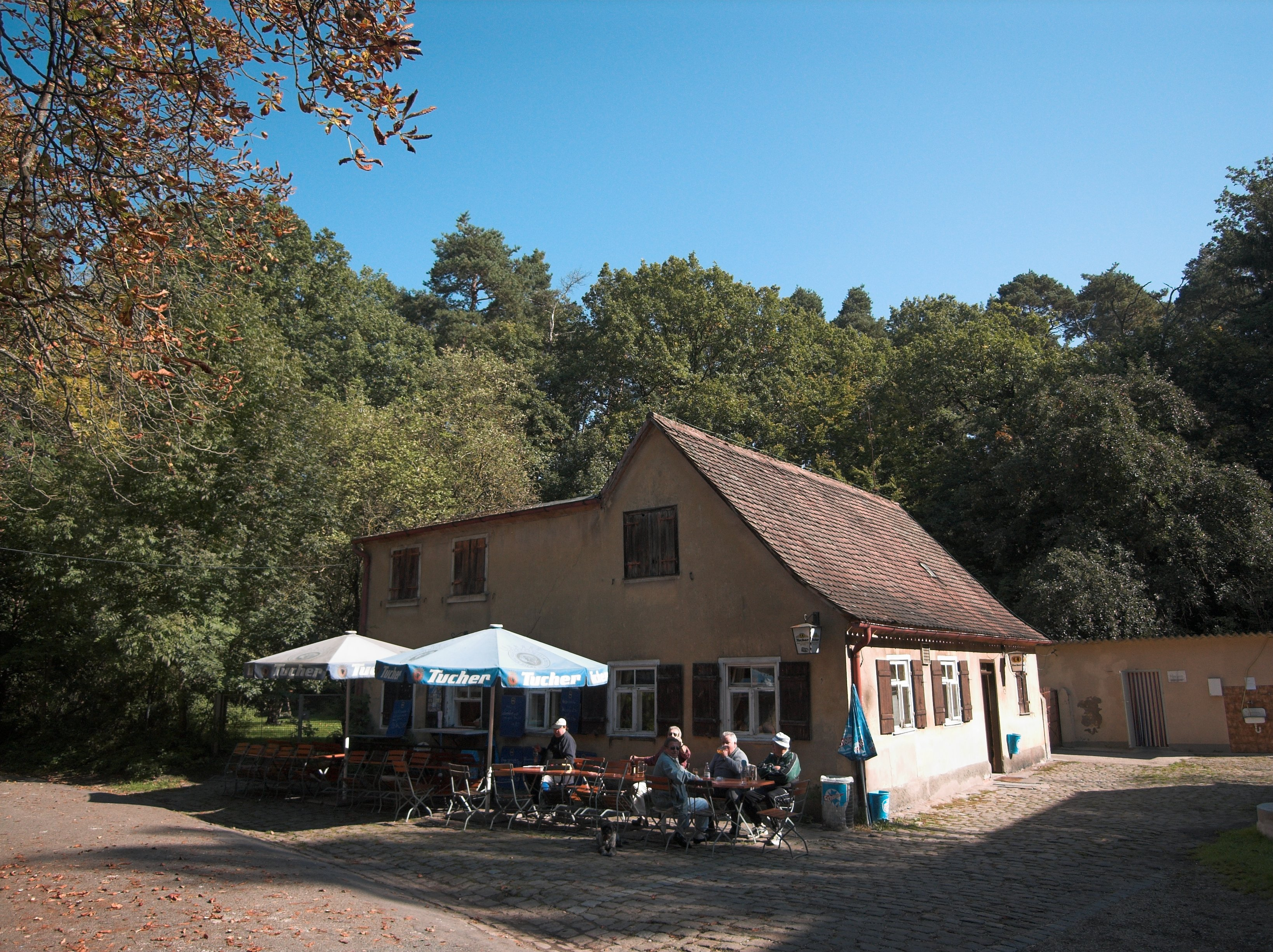
Mitten im einstigen Steinbruch-Gebiet liegt das Ausflugslokal Steinbrüchlein

Worzeldorfer Sandstein wird seit dem Mittelalter in mehreren Steinbrüchen abgebaut. Die Vorkommen sind von guter Bausteinqualität und wurden von den zahlreichen Steinbrüchen zu den Häfen von Worzeldorf und Wendelstein transportiert. Dort wurden sie zum Weitertransport auf Lastkähne verladen. Später konnten die Werksteine in dem von 1836 bis 1846 erbauten Ludwig-Donau-Main-Kanal in größerem Umfang verschifft werden.
Die Stadt Nürnberg regelte den Steinbruchbetrieb im Mittelalter mit einer Bergordnung.
Verwendet wurde dieser Sandstein vor allem für Massivbauten, Mauersteine, Fenster- und Türgewände sowie Treppen, Fassaden und in der Steinbildhauerei. Der Worzeldorfer Sandstein ist ein gut verwitterungsbeständiger Sandstein und es kommt erst nach langer Einbauzeit im Außenbereich zu geringen Anlösungen und Absandungen.
Bauwerke aus diesem Sandstein sind die Nürnberger Burg sowie Befestigungsanlagen wie die  Nürnberger Stadtmauer und zahlreiche historische Bauwerke in Nürnberg, ferner ist das Grabmal von Albrecht Dürer und Veit Stoß auf dem Johannisfriedhof in Nürnberg aus Worzeldorfer Sandstein. Auch neuere Bauten in Nürnberg sind mit Fassadenplatten dieses rötlichen Sandsteins verkleidet wie auch Brückenbauwerke an Autobahnen um Nürnberg.

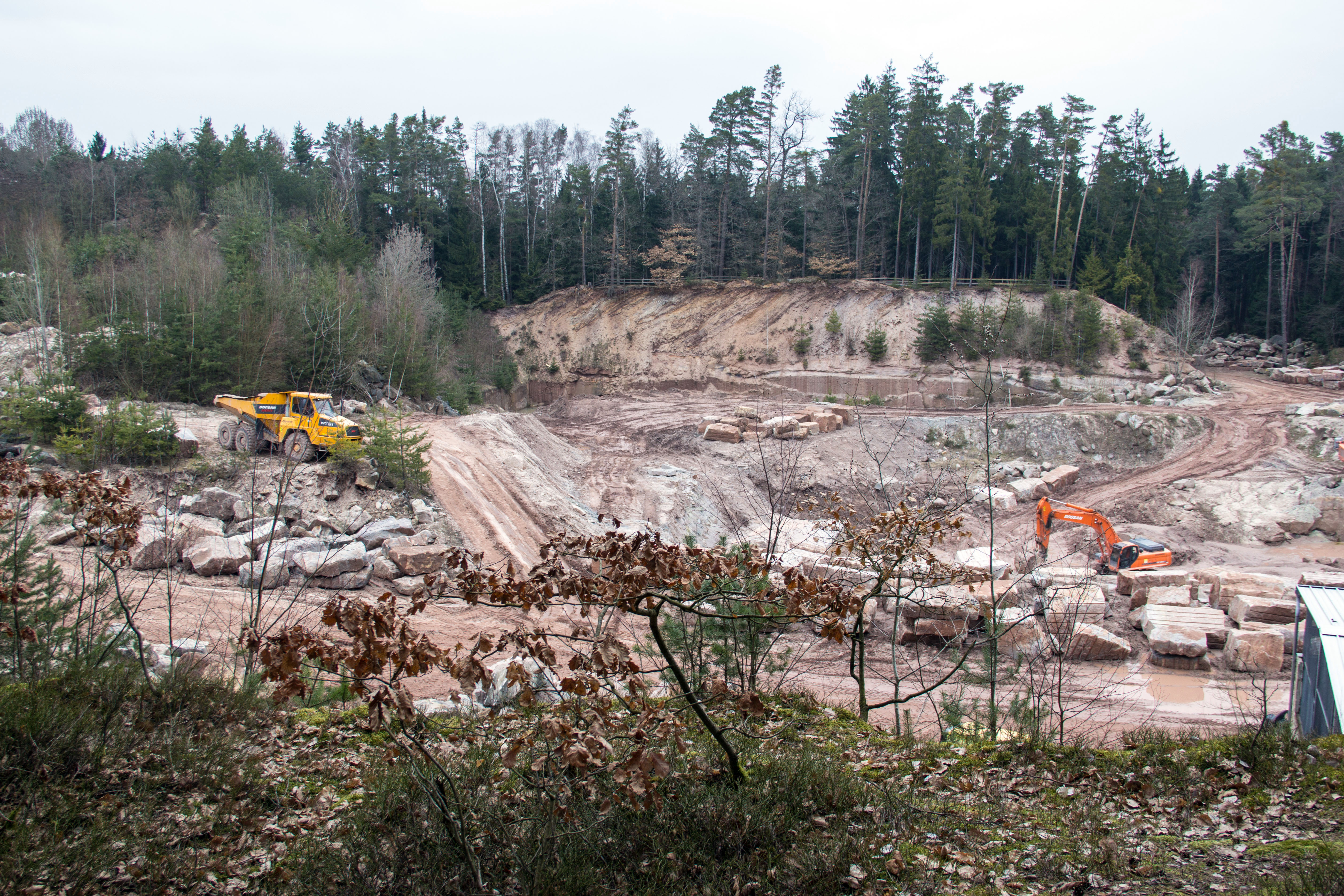
Der Worzeldorfer Steinbruch im April 2013

## Einzelnachweis
1. ↑  Grimm: Denkmalatlas wichtiger Denkmalgesteine. Gestein Nr. 104 (siehe Literatur)

Koordinaten: 49° 22′ 33,7″ N, 11° 6′ 20,7″ O